# Tepualia stipularis
El tepú o trepú (Tepualia stipularis), es una especie arbórea siempreverde de la familia de las mirtáceas, es un género monotípico. Crece en los bosques templados de Chile y de Argentina.

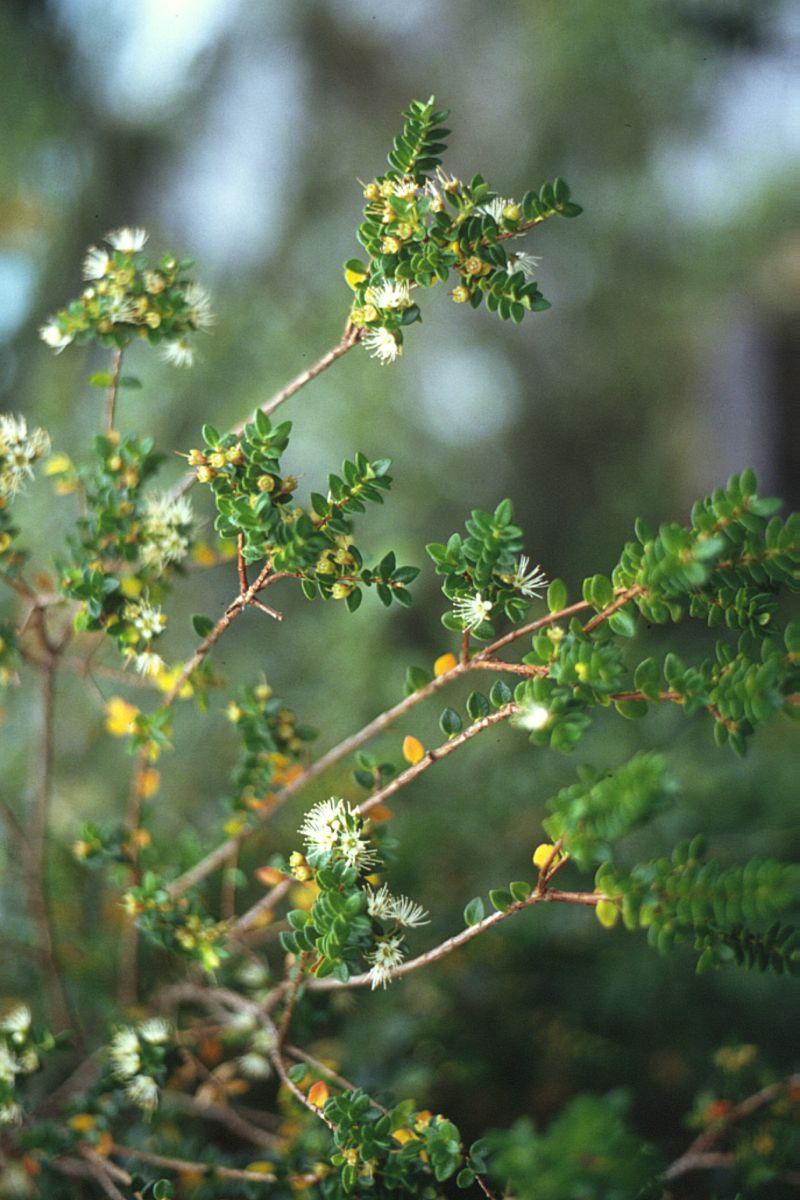
Vista de la planta

## Descripción
Sus hojas son opuestas, simples, de forma lanceolada con una espícula en su extremo. Produce flores pequeñas de cinco pétalos, con numerosos estambres blancos y largos; la floración ocurre en enero y febrero. Su fruto es una cápsula.

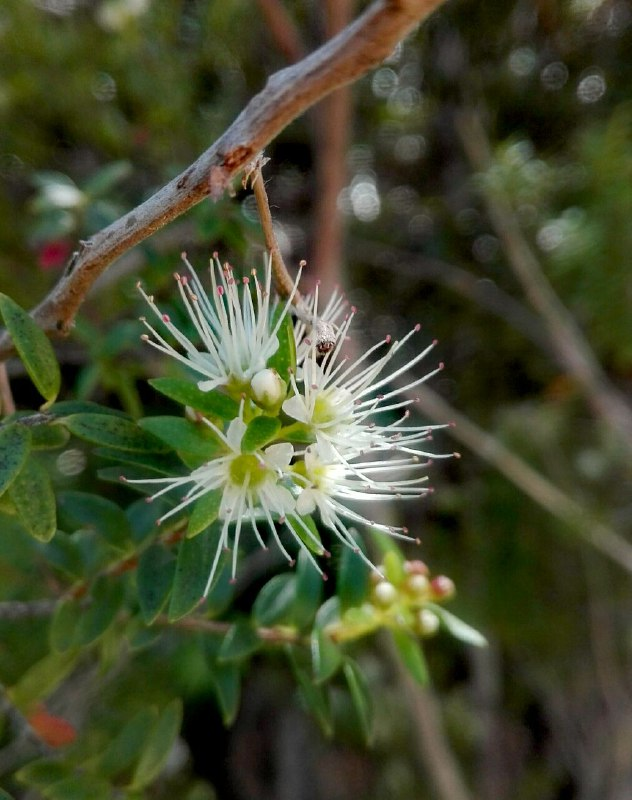
Detalle de Flor (Tepualia stipularis)

Se trata de  pequeño árbol o arbusto perenne que puede alcanzar una altura de unos siete metros. Es un árbol de tronco retorcido y su madera es muy dura. A causa de la forma sinuosa de su tronco y de su dureza, la madera del árbol se utiliza dentro de su área de distribución, casi exclusivamente como leña; función que cumple muy bien debido a su gran capacidad calórica, incluso mayor que la de la luma.

## Distribución y hábitat
La planta es nativa de América del Sur; crece en los bosques templados  del sur de Chile y Argentina. Habita en suelos anegados tanto en la Cordillera de los Andes como en la Cordillera de la Costa chilena; y es un típico habitante de zonas muy húmedas, especialmente turberas. Suele formar bosques, llamados tepuales, en que es muy difícil transitar porque los troncos crecen entrelazados y sobre ellos se forma un suelo falso de musgos y epífitas, en ocasiones incluso a 3 metros de altura del suelo verdadero.

## Taxonomía
Tepualia stipularis fue descrito por (Hook. & Arn.) Griseb.  y publicado en Abhandlungen der Königlichen Gesellschaft der Wissenschaften zu Göttingen 6: 119. 1854.
Sinonimia
- Myrtus stipularis Hook. & Arn., Bot. Misc. 3: 316 (1833). basónimo
- Metrosideros stipularis (Hook. & Arn.) Hook.f., Fl. Antarct.: 275 (1846).
- Nania stipularis (Hook. & Arn.) Kuntze, Revis. Gen. Pl. 1: 242 (1891).
- Tepualia philippiana Griseb., Abh. Königl. Ges. Wiss. Göttingen 6: 120 (1854).
- Tepualia philippii Griseb. ex Phil., Linnaea 28: 637 (1857).
- Tepualia patagonica Phil., Anales Univ. Chile 84: 755 (1893).
- Tepualia stipularis var. patagonica (Phil.) Reiche, Anales Univ. Chile 98: 726 (1897).
- Tepualia stipularis var. philippiana (Griseb.) Speg., Anales Mus. Nac. Buenos Aires 7: 284 (1902).[4][5]